# 平滑最大值
平滑最大值是最大值函数{\displaystyle \max(x_{1},\ldots ,x_{n}),}的光滑函数。其是一个参数族，在 {\displaystyle m_{\alpha }(x_{1},\ldots ,x_{n})}中，对于每个参数α，函数 {\displaystyle m_{\alpha }} 都是平滑的。参数族内包含最大值函数，并且{\displaystyle m_{\alpha }\to \max } 当 {\displaystyle \alpha \to \infty }。 平滑最小值的概念也是类似的。 在大多数情况下，一个族满足两个条件：当参数趋向于正无穷大时为函数变为最大值函数，当参数变为负无穷大时函数变为最小值函数；符号表示为： {\displaystyle m_{\alpha }\to \max }  当 {\displaystyle \alpha \to \infty } ，{\displaystyle m_{\alpha }\to \min } 当 {\displaystyle \alpha \to -\infty }。平滑最大值也可以用于描述行为类似于最大值函数的其他平滑函数，而不一定必须在此参数族中。 

## 例子

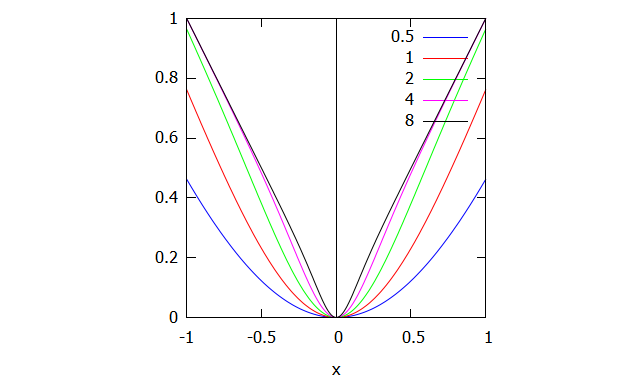
平滑最大值应用于具有各种系数的'-x'和x函数。 非常光滑当 = 0.5，而 = 8更加平滑。

当正值参数较大时，且{\displaystyle \alpha >0} ，下列公式是最大函数的平滑函数，可微、近似于最大值函数。 对于绝对值较大的负值参数，其近似最小值函数。 
{\displaystyle {\mathcal {S}}_{\alpha }(x_{1},\ldots ,x_{n})={\frac {\sum _{i=1}^{n}x_{i}e^{\alpha x_{i}}}{\sum _{i=1}^{n}e^{\alpha x_{i}}}}}
{\displaystyle {\mathcal {S}}_{\alpha }}具有以下属性： 
1. {\displaystyle {\mathcal {S}}_{\alpha }\to \max }当{\displaystyle \alpha \to \infty }
2. {\displaystyle {\mathcal {S}}_{0}}是其输入的算术平均值
3. {\displaystyle {\mathcal {S}}_{\alpha }\to \min }当{\displaystyle \alpha \to -\infty }

{\displaystyle {\mathcal {S}}_{\alpha }}的梯度近似于softmax函数，由以下公式可得：
{\displaystyle \nabla _{x_{i}}{\mathcal {S}}_{\alpha }(x_{1},\ldots ,x_{n})={\frac {e^{\alpha x_{i}}}{\sum _{j=1}^{n}e^{\alpha x_{j}}}}[1+\alpha (x_{i}-{\mathcal {S}}_{\alpha }(x_{1},\ldots ,x_{n}))].}
这使softmax函数使用梯度下降的优化时很有用。   

### LogSumExp
另一个平滑最大值函数例子是LogSumExp ： 
{\displaystyle \mathrm {LSE} (x_{1},\ldots ,x_{n})=\log(\exp(x_{1})+\ldots +\exp(x_{n}))}
如果{\displaystyle x_{i}}都是非负的，可产生定义域是{\displaystyle [0,\infty )^{n}}和值域是{\displaystyle [0,\infty )}的函数 ： 
{\displaystyle g(x_{1},\ldots ,x_{n})=\log(\exp(x_{1})+\ldots +\exp(x_{n})-(n-1))}
{\displaystyle (n-1)}项通过消除除零以外的所有零指数使得{\displaystyle \exp(0)=1}，以及{\displaystyle \log 1=0}当{\displaystyle x_{i}}为零。

### p范数函数
另一个平滑最大值函数是p范数 ： 
{\displaystyle ||(x_{1},\ldots ,x_{n})||_{p}=\left(|x_{1}|^{p}+\cdots +|x_{n}|^{p}\right)^{1/p}}
当{\displaystyle p\to \infty } ，收敛到{\displaystyle ||(x_{1},\ldots ,x_{n})||_{\infty }=\max _{1\leq i\leq n}|x_{i}|}。 
p范数的一个优点是它是一个范数 。 因此，它是“尺度不变”的（同质的）： {\displaystyle ||(\lambda x_{1},\ldots ,\lambda x_{n})||_{p}=|\lambda |\times ||(x_{1},\ldots ,x_{n})||_{p}} ，它满足三角不等式。 

## 平滑函数的其他例子
{\displaystyle {\mathcal {max}}_{\alpha }(x_{1},x_{2})=0.5\left((x_{1}+x_{2})+{\sqrt {(x_{1}-x_{2})^{2}+\alpha }}\right)}